# Lepanus fossulatus
Lepanus fossulatus là một loài bọ cánh cứng trong họ Bọ hung (Scarabaeidae).